# جوذر الصقلبي
جوذر الصقلبي (قبل 909 - حوالي 973)، كان يُلقّب بالأستاد. كان عبدًا مخصيًا خدم الخلفاء الفاطميين القائم، والمنصور، والمعز بصفته نائبًا ورئيسًا للوزراء بحكم الأمر الواقع حتى وفاته.

## سيرته
كان جوذر عبدًا خصيًا سلافيًا من الصقالبة، دخل الخدمة من سلالة الأغالبة التي حكمت إفريقية. عندما تمت الإطاحة بالأغالبة في عام 909م، اتخذه مؤسس الدولة الفاطمية عبيد الله المهدي عبدًا له. وأهداه إلى ولي العهد أبي القاسم القائم بأمر الله. وتقدم عند القائم حتى استخلفه، وهو لا يزال وليًا للعهد (سنة 300 هـ) على قصره، وجعله بعد ولايته الخلافة صاحب بيت ماله، والموكل بخزائن الكساء، والسفير بينه وبين الناس. وتوفي القائم (سنة 334 ه‍) وثورة مخلد بن كيداد على أشدها، فأخفى المنصور ابن القائم وفاة أبيه، وخرج لحرب ابن كيداد، واستخلف جوذر على دار الملك وسائر البلاد وسلمه مفاتيح الخزائن، ثم كان يرسل الكتب من القيروان وعليها عنوان القائم (أبيه) ليوهم الناس بأنه لا يزال حيًا، وتصل الكتب إلى جوذر فيتصرف بها. ولما عاد المنصور إلى المهدية، وقد أخمد فتنة مخلد بن كيداد، أعلن وفاة أبيه، وأعتق جوذر من الرق ولقبَّه بـ (مولى أمير المؤمنين) وهو أول من كان له هذا اللقب، وأمره أن يجعل مكاتباته لسائر الناس: (من جوذر مولى أمير المؤمنين إلى فلان..) وألا يكني في رسائله أحدًا ولا يقدم على اسمه اسمًا إلا الخليفة وولي عهده المعز لدين الله. ثم كان مع المعز كما كان مع أبيه وجده. وسافر مع المعز في رحلته إلى مصر، فمات في الطريق، في مكان يعرف بمياسر، على مقربة من برقة. ولتلميذه منصور الجوذري العزيزي كتاب عنه بعنوان «سيرة الأستاذ جوذر».